# Le Flagada
Ne doit pas être confondu avec Flagada Jones.
Pour l'album d'Henry Dès, voir Flagada (album).
Le Flagada est une série de bande dessinée belge créée par l’auteur Charles Degotte, publiée dans le journal Spirou à partir du no 1196 en 1961  et éditée en album en 1981 par les éditions Pepperland. En 1989, le scénariste Bom aide le créateur pour quelques histoires. En 2008, le scénariste Zidrou et le dessinateur Philippe Bercovici reprennent la série pour Glénat.

## Synopsis
Le redoutable chasseur de fauves Alcide Citrix a entendu parler d'un oiseau fabuleux, le Flagada. Son habitat est situé sur une île paradisiaque dont l'emplacement exact n'est jamais mentionné dans la série.
Une fois arrivé dans l'île pour capturer le Flagada, Alcide se laisse prendre aux charmes de la dolce vita sous les tropiques. Il s’y installe  à demeure et se lie d'amitié avec le Flagada, son compagnon et lui faisant de leur mieux pour chasser les intrus qui troublent leur quiétude.

## Historique
Le Flagada a été créé, en 1961, dans le mini-récit « Prenez garde au Flagada ! » du journal Spirou no 1196.
Plusieurs mini-récits paraissent ensuite. Le succès de cette série permet à ce personnage de vivre de nombreux gags de une à quelques planches et deux histoires plus longues :  Emilius le terrible en quarante-quatre planches et Le Martin Bêcheur, quarante-deux planches.

## Personnages
- Flagada : Oiseau imaginaire de couleur jaune qui vit exclusivement sur de petits îlots paradisiaques du Pacifique Sud. C'est un vertébré ovipare, à sang chaud et omnivore (avec une préférence caractérisée pour le pignouf, fruit tropical bien connu) ; il fait partie de la famille des galliformes (soit la même famille que les dindes, les poules, les cailles et les faisans). Il se déplace en volant, grâce à un appendice caudal terminé par deux plumes qui peuvent tourner très rapidement (principe du vol de l'hélicoptère). Le Flagada possède deux petites plumes sur la tête qui lui permettent de renforcer ses expressions. Doué de parole, il use d'un vocabulaire aussi riche que varié, avec une certaine prédilection pour les calembours. Les Flagadas seraient apparus il y a un million d'années[2]. Ses principales activités consistent à manger des pignoufs, dormir et trouver de nouvelles idées pour embêter Alcide.
- Alcide Citrix : Compagnon humain du flagada, il est le représentant du bon sens et de la logique cartésienne face au comportement anarchique du flagada. Sa prétendue supériorité intellectuelle ne le met nullement à l’abri du ridicule, bien au contraire.
- Émile, le cormoran : il s’agit du plus distrait et gaffeur de tous les palmipèdes marins. Il est aussi paresseux et gourmand que le flagada qui le protège affectueusement.
- Professeur Trucmuche : Savant extravagant, auteur d’inventions farfelues fort dangereuses, il vient périodiquement se livrer à ses recherches dans l’île du flagada.

## Analyse

### Calembours vaseux
Le Flagada, célèbre pour son appétit gargantuesque et sa paresse gastonnienne, est en outre amateur de calembours. L'album Le Flagada et les pépins de la pêche avertit dans sa présentation des personnages que le Flagada use de calembours « comme seul Orphée ose en faire ».
En voici, quelques exemples, extraits de l’album « Émilius le  terrible », 1989, M.C Productions : 
- Page de garde : « Allons, enfants de l’apathie ! Embarquez pour la balade en mer ! »
- Page 6 : « Pizarre ? vous avez dit Pizarre ? »
- Page 13 : « Pause toujours mon lapin… »
- Page 14 : « Ben, toutes mes illusions sont des truites (comme disait le pêcheur). »
- Page 16 : « Monsieur est servi ! Sévices non compris. »

Et quelques autres, extraits de divers mini-récits :
« C'est nippon, ni mauvais, c'est banal. » (La phrase s'adresse à un catcheur japonais.)
« L'interversion des facteurs ne modifie en rien la qualité des produits, comme disait mon professeur de mathématiques. » (dit par le remplaçant du facteur, en apportant le courrier sur l'île).
« Doucement, Alcide ! La ligue protectrice des animaux protège aussi les crocodiles !
- Ah oui ? Eh bien, la ligue a tort ! »

### Apparitions dans d'autres œuvres
Franquin a souvent dessiné le Flagada dans les posters du bureau de la série Gaston. Le Flagada est également la forme qu'il donne à un ventilateur, et celle d'un de ses déguisements de bal costumé (« Mais si on danse ? »).
Dans L'Orgue du diable, le second tome des aventures de Yoko Tsuno de Roger Leloup, initialement publié dans Spirou en 1972, le Flagada apparaît comme ornement accroché au rétroviseur intérieur du véhicule professionnel de l'équipe de télévision que constituent Yoko et ses amis Pol et Vic.

## Publication
(janvier 2010).

### Albums

#### Première série
- 1981 : Le Flagada (éditions Pepperland, album broché).
- 1989 : Emilius le terrible (M.C Productions).
- 1996 : Flagada et les Pépins de la pêche (Les classiques du rire n°2, Dargaud).
- 2005 : Mini-récits, tome 1 (édition du Taupinambour et le coffre à BD, album broché).
- 2005 : Mini-récits, tome 2 (édition du Taupinambour et le coffre à BD, album broché).
- 2006 : Mini-récits, tome 3 (édition du Taupinambour et le coffre à BD, album broché).
- 2007 : Intégrale 1 : 1966-1972 (édition Le coffre à BD).
- 2007 : Intégrale 2 : 1972-1975 (édition Le coffre à BD).

#### Deuxième série
- 2008 : Le Dernier des Flagadas (Glénat)
- 2009 : L'Île recto-verso (Glénat)

### Revues
En mini-récit dans le journal Spirou.
- 1961 : Prenez garde au Flagada (no 1196 du journal Spirou).
- 1962 : La revanche du Flagada (Spirou n° 1261).
- 1963 : Le Flagada se rebiffe (Spirou n° 1305).
- 1964 : Le Flagada et le calendo (Spirou n° 1367).
- 1965 : Le Flagada et le Doktor Faust (Spirou n° 1395).
- 1966 :
  - Plein feux sur le Flagada ! (Spirou n° 1448).
  - Catchatouva! (Spirou n° 1453).
  - Les Pignoufs ont disparu! (Spirou n° 1495).
- 1967 :
  - Un porte clé pour Flagada (Spirou n° 1505).
  - La colle tue lentement (Spirou n°1519).
  - La glace à avanies (Spirou n°1529).
  - Mini Flagada (Spirou n°1535).
  - Multi Flagada (Spirou n°1539).
  - L’agent ne fait pas le bonheur (Spitou n°1545).
- 1968 : 
  - Flagada contre super–vendeur (Spirou n° 1551).
  - La fleur et le Flagada (Spirou n° 1558).
  - Le Flagada contre LSD (Spirou n° 1564).
  - Le Flagada et les haricots sauteurs (Spirou n° 1571).
  - Le Flagada et le naufragé (Spirou n° 1582).
  - Pas de télécommande pour le Flagada (Spirou n° 1588).
  - Le Flagada et le mystère de l’île (Spirou n° 1597).
- 1969 :
  - Le petit compagnon du Flagada (Spirou n° 1604).
  - Le Flagada et le croco de l’île (Spirou n° 1609).
  - La vague et le Flagada (Spirou n° 1615).
  - Le Flagada et le chapeau-ballon (Spirou n° 1625).
  - Flagada aux enzymes (Spirou n° 1642).
- 1970 :
  - Le Flagada et le supergliss (1) (Spirou n° 1681).
  - Le Flagada et le supergliss (2) (Spirou n° 1683).
- 1971 :
  - Le Flagada et le « club Pacifique » (1) (Spirou n° 1740).
  - Le Flagada et le « club Pacifique » (2) (Spirou n° 1741).
- 1974 : Des grenades dans le potage (no 1902 au no 1903 du journal Spirou).
- 1978 : Requin, flotte et fantaisie (no 2103 au no 2111 du journal Spirou).
- 1979 :Émilius le terrible (no 2157 au no 2177 du journal Spirou)
- 1981
  - L'Île de Nivapapapa (no 2230 au no 2242 du journal Spirou).
  - Moby Hic (no 2275 du journal Spirou).
- 1982 : Des grenades dans le potage (no 2319 au no 2329 du journal Spirou).